# Llet de Santa Maria
Llet de Santa Maria, llet de Maria, fulles de la Mare de Déu, herba de la freixa, herba freixurera o pulmonària de fulla estreta (Pulmonaria longifolia), és una planta de la família Boraginàcies que es distribueix a tota l'Europa occidental temperada, incloent les Illes Britàniques, fins a l'Àfrica del nord. Creix en llocs parcialment ombrívols, com boscos aclarits i matollars fins a 2.000 m d'altitud. Prefereix terrenys argilosos, sovint força densos.. És una herba perenne de 20 a 40 cm d'alçada. Les tiges són erectes, amb una lleugera pilositat. Les fulles basals fan uns 15 cm de llargada i 6 cm d'amplada màxima. Tenen forma lanceolada. Floreix a la primavera. Les flors tenen forma de trompeta, amb inflorescències en cima que passen de color blau a violeta i rosa. La corol·la fa de 8 a 12 mm de llargada. El fruit és una núcula petita de 4 mm de llargada i 3 mm d'amplada. Cromosomes 2n=14. La llet de Santa Maria es cultiva com a planta ornamental. "Llet de Santa Maria", el nom comú d'aquesta planta es deu a les petites taques blanquinoses de la cara superior de les fulles. Aquestes taques són molt característiques i, en la imaginació popular, hom deia que eren taques de llet de la Verge Maria i que les propietats medicinals de la planta eren el resultat de la seva misericòrdia.

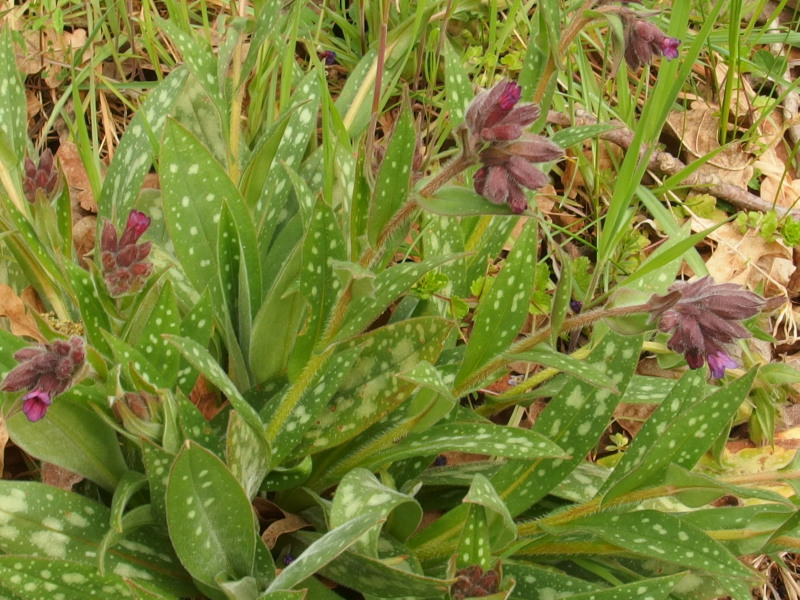
Pulmonaria longifolia a un bosc de Roure pènol a la Garrotxa

## Ús com a planta medicinal
Aquesta herba tenia moltes aplicacions en la medicina tradicional casolana.
Igual que la pulmonària de fulla ampla (Pulmonaria affinis), la llet de Santa Maria és un remei contra les afeccions bucals i de les vies respiratòries, ideal per tractar affecions com glossopeda i les tatxes de mal a la boca.